# Arzana
Arzana (Àrthana in sardo) è un comune italiano di 2 188 abitanti  della provincia dell'Ogliastra in Sardegna.

## Geografia fisica

### Territorio
Arzana sorge ai piedi del Monte Idòlo (1241 m) a circa 670 m sul livello del mare, nella subregione barbaricina dell'Ogliastra, e raggiunge gli 800 m nella parte alta del paese. Dall'abitato si scorge la piana ogliastrina con una visuale panoramica del mar Tirreno nel tratto del golfo di Arbatax.
La parte più montuosa del territorio è occupata in buona parte da boschi di leccio e quercia da sughero, piante largamente diffuse nelle zone interne della provincia ogliastrina. Nel comune di Arzana è posta la vetta più alta della Sardegna: punta la Marmora, e con essa raggiunge la sua maggiore escursione altimetrica (0-1834m).
Il clima è piuttosto freddo con inverni rigidi ed estati miti, numerose le precipitazioni (spesso a carattere nevoso).

## Storia
Nel territorio di Arzana si trovano numerose testimonianze dell'età nuragica, quando l'area era popolata da tribù degli Iliensi. Il villaggio di Ruinas, posto nel cuore del Gennargentu, è il più importante monumento archeologico del paese. Altre tracce di popolazioni che hanno abitato il territorio del Gennargentu note sono le rovine di Bidda Silisè, Cortes de Maceddu, Adana.

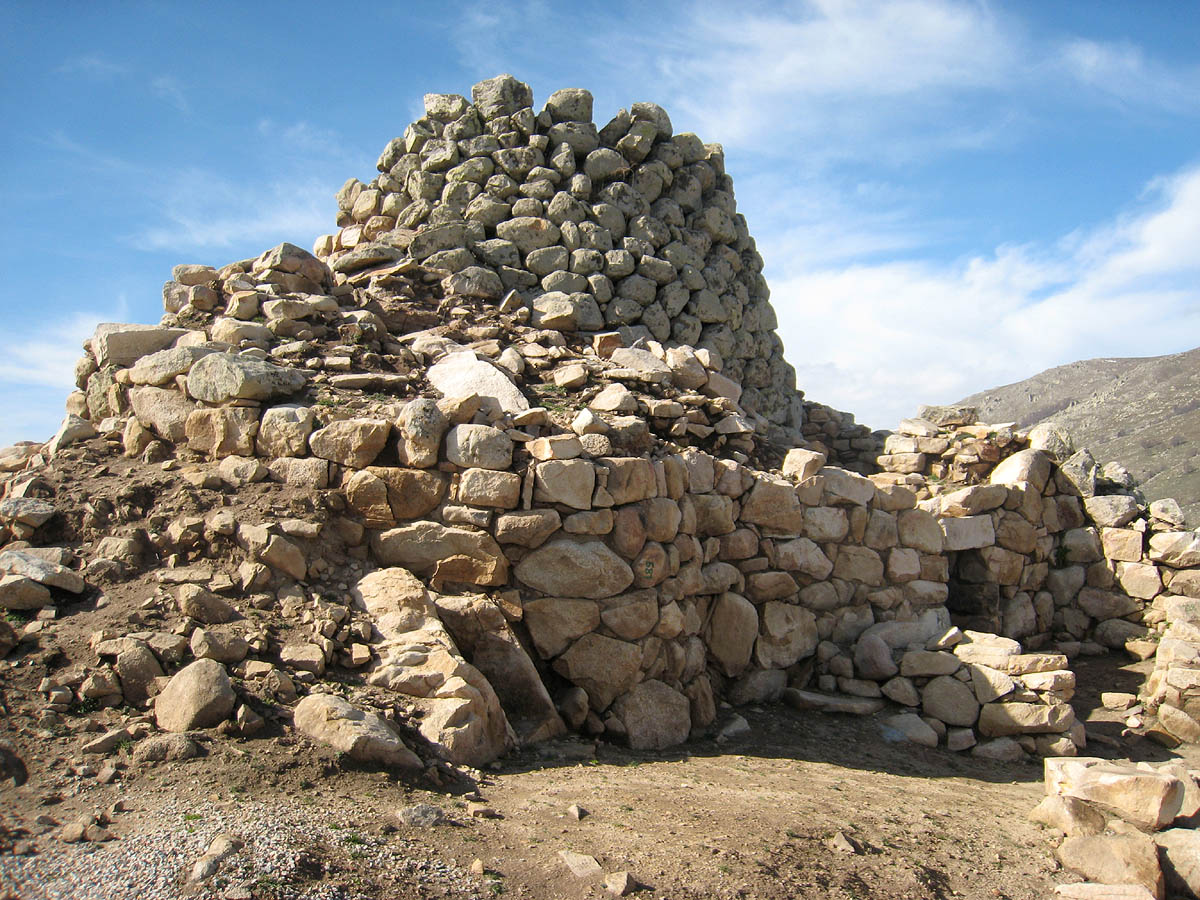
Nuraghe Ruinas

Durante il medioevo Arzana era una villa (bidda in lingua sarda) del giudicato di Cagliari. Apparteneva alla curatoria dell'Ogliastra.
Dopo la distruzione di questo stato, avvenuta nel 1258 ad opera dei pisani e dei loro alleati sardi, l'Ogliastra, e quindi anche Arzana, divenne un possedimento di Giovanni Visconti, che era anche giudice di Gallura. Sul finire del XIII secolo, caduti in disgrazia i Visconti di Pisa, i possedimenti appartenenti a questa famiglia passarono sotto l'amministrazione diretta dalla Repubblica di Pisa, mentre nel 1297 il papa concesse ai re d'Aragona la corona del Regno di Sardegna e Corsica.
Durante il periodo della conquista aragonese della Sardegna l'ammiraglio Francesco Carroz intervenne sulla costa ogliastrina per scacciare i pisani dalle fortificazioni costiere fin dal 1324, anno successivo a quello dello sbarco in Sardegna dell'infante Alfonso. Berengario Carroz divenne il primo conte di Quirra e dell'Ogliastra. Secondo Vittorio Angius (che ne parla nel Dizionario degli Stati Sardi) questi possedeva la villa di Arzana nel 1355. In seguito i paesi dell'Ogliastra rimasero sotto la signoria delle varie casate che si alternarono nel possesso del sistema di feudi detto Marchesato di Quirra o Chirra. L'ultima famiglia di feudatari di Arzana fu quella degli Osorio-Nules, che nel 1839, nell'ambito dell'abolizione dei diritti feudali, avvenuta all'epoca in Sardegna, rinunciarono ai loro diritti sul paese in cambio di una indennità, per cui il paese divenne un comune amministrato da un sindaco e da un consiglio comunale.
Il periodo a cavallo tra XVI e XVII secolo fu segnato dalla lotta per il possesso del territorio di due villaggi abbandonati, Silisè e Orruinas. Secondo la tradizione la popolazione di questi paesini del Gennargentu più interno era stata costretta ad abbandonare i propri monti per sfuggire ad una pestilenza e solo gli arzanesi avevano dato asilo ad essa, ottenendo il diritto di unire i pascoli di Silisè e Orruinas ai propri. La comunità di Desulo, una villa demaniale, che sorgeva vicino al territorio, contestava questo diritto e cercò di opporsi sia per vie legali, intentando una serie di cause contro la villa di Arzana, sia per vie di fatto. Secondo lo storico locale Flavio Cocco solo nel 1691 i confini tra Arzana e Desulo furono fissati in modo definitivo.
Nel 1807 Arzana entrò a far parte della provincia d'Ogliastra e dal 1821 al 1859 appartenne a quella di Lanusei. Durante questo periodo ebbe il ruolo di capoluogo del Mandamento che comprendeva i comuni di Lanusei, Ilbono, Elini e Villagrande. Anche nel XVIII secolo, prima dell'istituzione delle prefetture, il paese era stato sede del Maggiore di Giustizia, un organo dell'amministrazione feudale, di derivazione giudicale, competente per questo gruppo di comuni.
Nel 1900 Arzana diede i natali al pittore Stanis Dessy e al politico Anselmo Contu, primo presidente del Consiglio regionale sardo.

### Simboli
Lo stemma e il gonfalone del comune di Arzana sono stati concessi con decreto del presidente della Repubblica del 25 ottobre 2000.
La lettera A è l'iniziale del nome del comune; le spighe rappresentano la prosperità agricola, la campana d'oro la vita comunitaria e la pecora l'attività pastorale; le due stelle sono simbolo di azioni coraggiose e di virtù.
Il gonfalone è un drappo di bianco.

## Monumenti e luoghi d'interesse

### Architetture religiose
- la chiesa di San Giovanni Battista
- la chiesa di San Martino
- la chiesa di san Vincenzo Ferrer, copatrono del paese, situata nell'omonimo parco al centro del paese

### Siti archeologici
- Nuraghe di Ruinas

### Luoghi di interesse naturalistico
- Punta La Marmora (Perdas Carpias)
- Lago dell'Alto Flumendosa
- Ilixi 'e Perreddu, uno degli alberi di leccio più grandi e vecchi d'Europa, la sua chioma ha un diametro di oltre 30 metri

## Società

### Evoluzione demografica
Abitanti censiti

### Etnie e minoranze straniere
Secondo i dati ISTAT al 31 dicembre 2015 la popolazione straniera residente era di 19 persone (0,77%).
Le nazionalità maggiormente rappresentate in base alla loro percentuale sul totale della popolazione residente erano:
- Romania, 8 (0,32%)

### Lingue e dialetti
La variante del sardo parlata ad Arzana è il campidanese ogliastrino, con alcune influenze della variante barbaricina.

## Geografia antropica
Il territorio comunale comprende anche l'isola amministrativa di Accettori, avente una superficie di 27,22 km².

## Infrastrutture e trasporti

### Ferrovie
Il territorio comunale è attraversato dalla ferrovia Mandas-Arbatax dell'ARST, dal 1997 utilizzata esclusivamente per il servizio turistico Trenino Verde. Tre le stazioni presenti nel comune: quella di Arzana, ubicata a sud-ovest del centro abitato, rappresenta lo scalo di riferimento per il paese; sono inoltre comprese nel territorio comunale la stazione di Villagrande, al servizio principalmente della limitrofa Villagrande Strisaili, e quella di Sella Elecci, nelle campagne a nord-est dell'abitato. Tutti e tre gli scali sono utilizzati principalmente tra la primavera e l'autunno, con un impiego quasi quotidiano durante l'estate.

## Amministrazione
| Periodo         | Periodo         | Primo cittadino       | Partito                           | Carica  | Note   |
| --------------- | --------------- | --------------------- | --------------------------------- | ------- | ------ |
| 16 aprile 2000  | 9 maggio 2005   | Francesco Piras       | lista civica                      | sindaco | [ 9 ]  |
| 9 maggio 2005   | 31 maggio 2010  | Marco Melis           | lista civica                      | sindaco | [ 10 ] |
| 31 maggio 2010  | 31 maggio 2015  | Marco Melis           | lista civica "Insieme per Arzana" | sindaco | [ 11 ] |
| 31 maggio 2015  | 26 ottobre 2020 | Marco Melis           | lista civica "Insieme per Arzan@" | sindaco | [ 12 ] |
| 26 ottobre 2020 | in carica       | Angelo Ivano Stochino | lista civica "Obiettivo Arzana"   | sindaco | [ 13 ] |